# پگادایان
پگادایان (انگلیسی: Pegadaian) شرکت خدمات مالی اندونزیایی است، که در سال ۱۹۰۱ تأسیس شد.